# シンコウアンクレー
シンコウアンクレーは日本の競走馬である。1991年の中山大障害（春）に優勝した。

## 概要
初出走は1989年1月の4歳新馬芝1800m。ここを中団から差し切って勝利するが、2戦目となった水仙賞は6着に敗れ、ダービートライアルの青葉賞は先団から直線で後退して最下位に終わった。その後、休養を挟みつつ1990年11月までに6戦したが最高が5着という成績だった。
1991年1月に中山競馬場の障害未勝利で初めて障害競走に出走。手薄なメンバーであり、シンコウアンクレーは2、3番手から直線でシャコーリボンを差して初勝利を挙げた。続く400万下は1番人気で逃げ切って連勝。そして中1週で障害オープンに出走、わずか5頭立てとなったが、パンフレット、メジロアニタに先着を許して3着という結果に終わった。
中山大障害（春）は6頭立てとなり、前年のこのレースの優勝馬パンフレットが1.4倍の圧倒的1番人気、前年の京都大障害（秋）の優勝馬クリバロンが2番人気となり、シンコウアンクレーは4番人気で出走した。レースはクリバロンの大逃げから始まったが、そのクリバロンは大竹柵で転倒。最後方にいたオキノトモヅナも同じ場所で騎手が落馬したため4頭立てとなった。その後クリバロンに替わってシンコウアンクレーが逃げ、並びかけるようにシンボリクリエンスが追走した。シンコウアンクレーは大生垣でややバランスを崩したが、最後まで先頭をキープして優勝。3/4馬身差でシンボリクリエンスが2着となった。勝ちタイムは4:38.1であり、1979年（春）のバローネターフのレコードを0.4秒更新した。また、同馬を管理する二本柳俊一調教師にとっては初の重賞制覇であった。
優勝後、放牧に出されたが、途中で脚の裏筋を痛めてしまい秋の復帰はならなかった。その後いわきで温泉治療が行われたものの、結局回復せず翌1992年9月24日に登録を抹消した。

## 競走成績
以下の内容は、netkeiba.com、JBISサーチに基づく。
| 年月日     | 競馬場 | 競走名            | 格  | 距離（馬場）  | 頭 数 | 枠 番 | 馬 番 | オッズ（人気） | 着順 | タイム （上り3F/4F） | 着差 | 騎手     | 斤量 （kg） | 勝ち馬/（2着馬         |
| ---------- | ------ | ----------------- | --- | ------------- | ----- | ----- | ----- | -------------- | ---- | -------------------- | ---- | -------- | ----------- | ---------------------- |
| 1989.01.29 | 東京   | 4歳新馬           |     | 芝1800m（稍） | 11    | 7     | 9     | 01.5（1人）    | 1着  | 1:52.1 (50.7)        | -0.3 | 岡部幸雄 | 55          | （スダイーグル）       |
| 0000.02.25 | 中山   | 水仙賞            | 400 | 芝2000m（不） | 13    | 2     | 2     | 05.7（3人）    | 6着  | 2:06.6 (39.7)        | -1.5 | 岡部幸雄 | 55          | ロードリーライト       |
| 0000.04.29 | 東京   | 青葉賞            | OP  | 芝2400m（良） | 18    | 2     | 4     | 56.1（16人）   | 18着 | 2:33.2 (52.8)        | -4.0 | 加藤和宏 | 55          | サーペンアップ         |
| 0000.12.09 | 中山   | 4歳上400万下      |     | ダ1800m（良） | 15    | 6     | 11    | 05.7（2人）    | 8着  | 1:57.0 (40.7)        | -2.2 | 岡部幸雄 | 55          | メジロコリン           |
| 1990.04.01 | 中山   | 5歳上500万下      |     | ダ1200m（重） | 16    | 7     | 13    | 22.1（11人）   | 14着 | 1:13.0 (38.8)        | -0.9 | 杉浦宏昭 | 56          | ブライアンシンボリ     |
| 0000.04.22 | 東京   | 5歳上500万下      |     | 芝2200m（重） | 13    | 7     | 11    | 11.8（6人）    | 7着  | 2:19.2 (38.6)        | -2.3 | 岡部幸雄 | 56          | エリジアム             |
| 0000.05.13 | 東京   | 5歳上500万下      |     | 芝1600m（良） | 17    | 8     | 16    | 16.0（8人）    | 7着  | 1:35.2 (36.4)        | -1.0 | 横田雅博 | 54          | クラシックブリッジ     |
| 0000.06.03 | 東京   | 4歳上500万下      |     | 芝1600m（良） | 13    | 1     | 1     | 09.4（5人）    | 5着  | 1:36.2 (37.2)        | -1.0 | 岡部幸雄 | 56          | ツクバエース           |
| 0000.11.10 | 東京   | 4歳上500万下      |     | 芝1400m（重） | 12    | 8     | 12    | 19.8（9人）    | 9着  | 1:25.6 (38.4)        | -1.9 | 古川寛和 | 57          | ツーワエース           |
| 1991.01.06 | 中山   | 障害4歳上未勝利   |     | 障2700m（良） | 12    | 3     | 3     | 06.9（4人）    | 1着  | 2:59.7               | -0.2 | 成田均   | 59          | （シャコーリボン）     |
| 0000.01.27 | 東京   | 障害5歳上400万下  |     | 障3100m（良） | 8     | 8     | 8     | 02.4（1人）    | 1着  | 3:28.8               | -0.3 | 成田均   | 59          | （ベイオブアイランド） |
| 0000.03.10 | 中山   | 障害5歳上オープン |     | 障3200m（良） | 5     | 2     | 2     | 04.7（2人）    | 3着  | 3:36.9               | -0.3 | 田中剛   | 59          | パンフレット           |
| 0000.04.06 | 中山   | 中山大障害（春）  |     | 障4100m（良） | 6     | 3     | 3     | 01.4（1人）    | 1着  | R4:38.1              | -0.1 | 田中剛   | 59          | （シンボリクリエンス） |

## 血統表
| シンコウアンクレーの血統                        | シンコウアンクレーの血統               | シンコウアンクレーの血統       | （血統表の出典）               | （血統表の出典） |
| 父系                                            | シカンブル系（プリンスビオ系）         | シカンブル系（プリンスビオ系） | シカンブル系（プリンスビオ系） | [ § 2 ]          |
| 父 *タレイラン Talleyrand(Hakodate) 1969 黒鹿毛 | 父の父*オーバン Hauban 1963 黒鹿毛     | Sicambre                       | Prince Bio                     | Prince Bio       |
| 父 *タレイラン Talleyrand(Hakodate) 1969 黒鹿毛 | 父の父*オーバン Hauban 1963 黒鹿毛     | Sicambre                       | Sif                            |                  |
| 父 *タレイラン Talleyrand(Hakodate) 1969 黒鹿毛 | 父の父*オーバン Hauban 1963 黒鹿毛     | Hygie                          | Sunny Boy                      | Sunny Boy        |
| 父 *タレイラン Talleyrand(Hakodate) 1969 黒鹿毛 | 父の父*オーバン Hauban 1963 黒鹿毛     | Hygie                          | Hymenee                        |                  |
| 父 *タレイラン Talleyrand(Hakodate) 1969 黒鹿毛 | 父の母Trop Noire 1960 鹿毛             | Tropique                       | Fontenay                       | Fontenay         |
| 父 *タレイラン Talleyrand(Hakodate) 1969 黒鹿毛 | 父の母Trop Noire 1960 鹿毛             | Tropique                       | Aurore Boreale                 |                  |
| 父 *タレイラン Talleyrand(Hakodate) 1969 黒鹿毛 | 父の母Trop Noire 1960 鹿毛             | Black Perfume                  | Sayani                         | Sayani           |
| 父 *タレイラン Talleyrand(Hakodate) 1969 黒鹿毛 | 父の母Trop Noire 1960 鹿毛             | Black Perfume                  | Black Brook                    |                  |
| 母 フオーシイテイア 1974 鹿毛                   | 母の父Caro 1967 芦毛                   | *フォルティノ Fortino          | Grey Sovereign                 | Grey Sovereign   |
| 母 フオーシイテイア 1974 鹿毛                   | 母の父Caro 1967 芦毛                   | *フォルティノ Fortino          | Ranavalo                       |                  |
| 母 フオーシイテイア 1974 鹿毛                   | 母の父Caro 1967 芦毛                   | Chambord                       | Chamossaire                    | Chamossaire      |
| 母 フオーシイテイア 1974 鹿毛                   | 母の父Caro 1967 芦毛                   | Chambord                       | Life Hill                      |                  |
| 母 フオーシイテイア 1974 鹿毛                   | 母の母*モスカテラ Moscatella 1964 栗毛 | Mossborough                    | Nearco                         | Nearco           |
| 母 フオーシイテイア 1974 鹿毛                   | 母の母*モスカテラ Moscatella 1964 栗毛 | Mossborough                    | All Moonshine                  |                  |
| 母 フオーシイテイア 1974 鹿毛                   | 母の母*モスカテラ Moscatella 1964 栗毛 | Violetta                       | Pinza                          | Pinza            |
| 母 フオーシイテイア 1974 鹿毛                   | 母の母*モスカテラ Moscatella 1964 栗毛 | Violetta                       | Urshalim F-No.3-c              |                  |
| 母系(F-No.)                                     | 3号族(FN:3-c)                          | 3号族(FN:3-c)                  | 3号族(FN:3-c)                  | [ § 3 ]          |
| 5代内の近親交配                                 | Nasrullah 5×5=6.25%                    | Nasrullah 5×5=6.25%            | Nasrullah 5×5=6.25%            | [ § 4 ]          |
| 出典                                            | 1. 2. 3. 4.                            | 1. 2. 3. 4.                    | 1. 2. 3. 4.                    | 1. 2. 3. 4.      |

- 半姉ベラ（父・リマンド）の仔にスガノオージがいる[5]。